# Liga del Norte de Coahuila 2014
La Temporada 2014 de la Liga del Norte de Coahuila fue la edición número 46 de la tercera etapa de este circuito. Se realizó entre los meses de marzo y junio, y los Play Offs en los meses de junio y julio. El calendario constó de 28 juegos realizados los domingos en una doble cartelera. Clasificaron los primeros cuatro lugares a los playoffs.
Los Rieleros GIMSA de Frontera se coronaron campeones por segundo año consecutivo al derrotar en la Serie Final a los Tuzos de Palaú por 4 juegos a 2. El mánager campeón fue Pedro Guerrero.

## Equipos participantes
| Liga del Norte de Coahuila 2014 |                         |                        |
| Equipo                          | Mánager                 | Sede                   |
| Agricultores de Morelos         | Porfirio Ramos          | Morelos, Coahuila      |
| Atléticos de Acuña              | Sergio Favela Gutiérrez | Ciudad Acuña, Coahuila |
| Carboneros de Nava              | Javier Medina Garza     | Nava, Coahuila         |
| Industriales de Monclova        | José González           | Monclova, Coahuila     |
| Mineros de Nueva Rosita         | José Ángel Terrazas     | Nueva Rosita, Coahuila |
| Piratas de Sabinas              | Juan Silva              | Sabinas, Coahuila      |
| Rieleros GIMSA de Frontera      | Pedro Guerrero          | Frontera, Coahuila     |
| Tuzos de Palaú                  | Mario Alberto Flores    | Palaú, Coahuila        |

## Posiciones
- Actualizadas las posiciones al 1 de junio de 2014.

| Liga del Norte de Coahuila | Liga del Norte de Coahuila | Liga del Norte de Coahuila | Liga del Norte de Coahuila | Liga del Norte de Coahuila |
| Equipo                     | JG                         | JP                         | PCT                        | JV                         |
| -------------------------- | -------------------------- | -------------------------- | -------------------------- | -------------------------- |
| Monclova                   | 24                         | 4                          | .857                       | -                          |
| Frontera                   | 22                         | 6                          | .786                       | 2.0                        |
| Morelos                    | 18                         | 10                         | .643                       | 6.0                        |
| Palaú                      | 18                         | 10                         | .643                       | 6.0                        |
| Nava                       | 15                         | 13                         | .536                       | 9.0                        |
| Sabinas                    | 6                          | 22                         | .214                       | 18.0                       |
| Nueva Rosita               | 5                          | 23                         | .179                       | 19.0                       |
| Acuña                      | 4                          | 24                         | .143                       | 20.0                       |

| Clasificado a los playoffs |

## Playoffs
|  | Semifinales | Semifinales | Semifinales |          |   | Final | Final | Final |  |
|  |             |             |             |          |   |       |       |       |  |
|  |             |             |             |          |   |       |       |       |  |
|  | 4           | Palaú       | 4           |          |   |       |       |       |  |
|  | 4           | Palaú       | 4           |          |   |       |       |       |  |
|  | 1           | Monclova    | 1           |          |   |       |       |       |  |
|  | 1           | Monclova    | 1           |          | 4 | Palaú | 2     |       |  |
|  |             |             |             |          | 4 | Palaú | 2     |       |  |
|  |             |             | 2           | Frontera | 4 |       |       |       |  |
|  | 3           | Morelos     | 2           | Frontera | 4 | 1     |       |       |  |
|  | 3           | Morelos     |             |          |   | 1     |       |       |  |
|  | 2           | Frontera    | 4           |          |   |       |       |       |  |
|  | 2           | Frontera    | 4           |          |   |       |       |       |  |
|  |             |             |             |          |   |       |       |       |  |